# Culex litoralis
Culex litoralis är en tvåvingeart som beskrevs av Richard Mitchell Bohart 1946. Culex litoralis ingår i släktet Culex och familjen stickmyggor. Inga underarter finns listade i Catalogue of Life.